# 藤村惠一
藤村 惠一（ふじむら けいいち、 1967年6月7日 - ）は、エフエム岩手代表取締役社長。元テレビ岩手の経営企画局付局長、アナウンサー。みなと気仙沼大使。

## 来歴
宮城県気仙沼高等学校普通科、明治大学法学部卒業。1991年4月にテレビ岩手入社。アナウンス部長、編成局長兼編成部長を歴任。
2025年7月にエフエム岩手の代表取締役社長に就任する。

## 人物・エピソード
- 競馬好きとして知られ、1997年頃より自局の岩手競馬中継・特番では司会や実況を務めるようになった。
- 気仙沼生まれで父は元漁船員、本人も子供の頃から魚を食べて育ったという事もあり、魚には詳しい。
- スポーツジャーナリストの生島淳は同級生で、幼稚園から高校まで一緒[2]。
- きき酒の特技がある。
- 2021年3月26日をもってアナウンサー職を卒業した。同年4月より同局の編成局長兼編成部長に就任。

## 担当番組

### テレビ岩手在籍時代の担当番組
- ズームイン!!朝!→ズームイン!!SUPER岩手担当キャスター
- 5きげんテレビ
- テレビ岩手競馬王国（実況、MC）
- どこか行こうヨ!
- 愉快な日曜日　「愉快処・ふじむら屋」担当
- パルピカ　ナレーション
- ニュースプラス1いわて　木曜、金曜キャスター
- 夢・見る・ピノキオ　ナレーション
- ザ・ナビゲーター

## 主な実況歴
- みちのく大賞典（1998年）
- ダービーグランプリ（1998年）